# 鄭揆一
鄭揆一（？年—？年），原名慶鵬，字鏡之，廣西臨桂縣人，曾任四川冕寧縣知縣。